# Качмазов, Игорь Александрович
И́горь Алекса́ндрович Качма́зов (28 февраля 1962, Куйбышев) — советский и российский футболист, нападающий и полузащитник.

## Карьера
Профессиональную карьеру начал в 1980 году в орджоникидзевском «Спартаке», в котором провёл бо́льшую часть карьеры. Также выступал за черкесский «Нарт», ставропольское «Динамо», владикавказский «Автодор» и «Спартак» Алагир.
Серебряный призёр чемпионата России 1992 года в составе владикавказского «Спартака».
В 2007 году работал администратором в ЛФК «Спартак-2»/«Алания-2», затем тренером в дублирующем составе «Алании». В 2013 году — администратор в клубе «Алания-Д».